# Bravo (musikgrupp)
Bravo var en spansk popgrupp som bildades 1982. Gruppen bestod av två män och två kvinnor och fick stor framgång när de representerade Spanien i Eurovision Song Contest 1984. Spanien hade föregående år fått noll poäng i tävlingen och därför var förväntningarna inte särskilt höga på Bravo, som dock lyckades skrapa ihop 106 poäng och placerade därmed sig på tredje plats i tävlingen med låten Lady, Lady.

## Gruppmedlemmar
- Amaya Saizar
- Luis Vilar
- Yolanda Hoyos
- Esteban Santos

## Diskografi
- Bravo
- Noche e Noche